# Воронцов Василь Григорович
Васи́ль Григо́рович Воронцо́в (18 березня 1895 , Бухловоd, Тверський повітd, Тверська губернія, Російська імперія  — 30 квітня 1978 , Москва ) — радянський військовий діяч, генерал-майор (4 червня 1940 року). Депутат Верховної Ради УРСР першого скликання (1941—1947).

## Біографія
Народився 18 березня 1895 року в селянській родині в селі Бухлово, тепер Рамешковський район, Тверська область, Росія.
У 1915 році був призваний до лав російської імператорської армії і направлений у навчальну команду 196-го запасного піхотного батальйону, після закінчення якої у тому ж 1915 році був відряджений на навчання у 6-у Московську школу прапорщиків, після закінчення якої в 1916 році в чині прапорщика був направлений на Північний фронт, де був призначений на посаду командира взводу. Учасник Першої світової війни.
У жовтні 1918 року вступив до лав Червоної армії, після чого був призначений на посаду інструктора-організатора Тверського повітового військкомату.
З квітня 1919 року, перебуваючи на посадах ад'ютанта батальйону, начальника команди і командира батальйону 261-го стрілецького полку, брав участь у бойових діях на Східному і Південному фронтах під час Громадянської війни в Росії.
У січні 1920 року був призначений на посаду командира роти 261-го і 22-го стрілецького полків, в квітні — на посаду командира роти Тверського повітового військкомату, а в червні 1920 — на посаду командира 220-го стрілецького полку (2-га стрілецька бригада).
У грудні 1920 року був направлений на навчання на курси командирів батальйонів при Вищій стрілецькій школі «Постріл», після закінчення яких був призначений на посаду командира окремої навчальної саперної роти у складі 48-ї стрілецької дивізії.
У листопаді 1922 року був повторно направлений на навчання у Вищу стрілецьку школу, після закінчення якої на цих курсах виконував посади командира роти і помічника командира батальйону.
У 1924 році вступив до лав РКП(б).
У червні 1925 року був призначений на посаду командира 10-го окремого Рибнинського батальйону окремого Московського стрілецького полку, а потім — на посаду командира батальйону 54-го стрілецького полку у складі 18-ї стрілецької дивізії.
У вересні 1929 року Воронцов був направлений на навчання у Військову академію імені М. В. Фрунзе, після закінчення якої у травні 1932 року був призначений на посаду командира і воєнкома 14-го стрілецького полку (5-та стрілецька дивізія), у листопаді 1935 року — на посаду помічника начальника штабу, потім — на посаду начальника штабу 37-ї стрілецької дивізії.
У квітні 1938 року призначений на посаду командира 41-ї стрілецької дивізії (Харківський військовий округ), а в серпні 1939 року — на посаду командира 14-го стрілецького корпусу Київського особливого військового округу, який у складі 8-ї армії (Північно-Західний фронт) брав участь у радянсько-фінській війні.
У квітні 1941 року був призначений на посаду старшого викладача кафедри загальної тактики Військової академії імені М. В. Фрунзе.
У серпні 1941 року призначений на посаду командира 375-ї стрілецької дивізії, яка перебувала на формуванні у складі Уральського військового округу, а потім включеної до складу 29-ї армії (Калінінський фронт). З січня 1942 року дивізія брала участь у ході Ржевсько-Вяземської наступальної операції. На початку лютого 1942 року 29-та армія потрапила в оточення, при виході з якого відзначилася 375-та стрілецька дивізія під командуванням генерал-майора Воронцова.
Наприкінці лютого 1942 року Воронцов був призначений на посаду начальника курсів молодших лейтенантів Калінінського фронту, який у жовтні 1943 року було перетворено на 1-й Прибалтійський фронт.
У квітні 1944 року був призначений на посаду заступника командира 2-го гвардійського стрілецького корпусу. З 25 по 28 травня того ж року тимчасово виконував обов'язки командира корпусу, який вів оборонні бойові дії на південний захід від міст Ідриця і Псков. Невдовзі корпус брав участь у ході розгрому противника в районі міста Невель, а влітку 1944 року успішно брав участь у ході Білоруської наступальної операції, а також у звільненні Полоцька, за що Воронцов був нагороджений орденом Червоного Прапора. Під час Прибалтійської стратегічної наступальної операції корпус брав участь у Шяуляйській, Ризькій та Мемельській наступальних операціях, після закінчення яких брав участь в бойових діях на знищення угруповання німецьких військ на Курляндському півострові.
Наприкінці березня 1945 року Воронцов був евакуйований в госпіталь у зв'язку з хворобою. Після лікування повернувся на колишню посаду.
У жовтні 1946 року був прикомандирований до Військової академії імені М. В. Фрунзе для використання на викладацькій роботі і в листопаді 1946 року був призначений на посаду старшого викладача з оперативно-тактичної підготовки — тактичного керівника навчальної групи заочного навчання академії, а в жовтні 1949 року — на посаду старшого викладача кафедри загальної тактики.
Генерал-майор Василь Григорович Воронцов в квітні 1955 року вийшов у відставку. Помер 30 квітня 1978 року в Москві. Похований на Хованському цвинтарі.

## Нагороди
- орден Леніна
- шість орденів Червоного Прапора
- два ордени Вітчизняної війни 1 ступеня
- медалі

## Звання
- комбриг (22 лютого 1938 року);
- комдив (4 листопада 1939 року);
- генерал-майор (4 червня 1940 року).